# Vera Djatel
Vera Grigoryevna Djatel (ukrainien : Віра Григорівна Дятел ; également traduit Dyatel; née le 3 mars 1984) est une footballeuse internationale ukrainienne évoluant au poste de milieu de terrain avec le club espagnol de Huelva. Elle a précédemment évolué dans le club de Linköpings FC au sein du Championnat de Suède de football, mais aussi dans les clubs ukrainiens de Lehenda Chernihiv et de Zhytlobud Kharkiv dans le championnat d'Ukraine. Elle a joué aussi dans les clubs russe de Zvezda Perm et de Zorky Krasnogorsk dans le Championnat de Russie. 

## Carrière en club
Djatel amène le club de Zvezda en finale lors de la Coupe féminine de l'UEFA 2008-2009 avec un total de trois buts en quart de finale et en demi-finale contre les clubs de Brøndby et Umeå. Elle remporte deux ligues russes avec Zvezda et trois ligues ukrainiennes avec Zhytlobud. 
En janvier 2015, Vera Djatel rejoint le club suédois Linköpings FC, qui souhaite depuis quelques années la compter parmi ses joueuses. Elle subit une blessure en août 2015 qui l'empêche de récupérer sa place dans l'équipe et quitte Linköpings en juillet 2016. 
Elle rejoint le club espagnol de Huelva en Première division pour la saison 2016-2017, mais accepte de résilier son contrat en décembre 2016 après une tendinite aux genoux.

## Carrière internationale
Vera Djatel fait ses débuts pour l'Ukraine contre l'Angleterre en novembre 2000 et représente son pays au Championnat d'Europe de football de 2009. Elle réalisé une passe décisive à Daryna Apanaschenko qui marque le premier but de l'Ukraine dans le tournoi face au Danemark. 

## Buts internationaux officiels
- Qualification pour le Championnat d'Europe 2005 
  - 1 en Ukraine 1–0 Écosse
- Qualification Championnat d'Europe 2009 
  - 1 en Slovaquie 0–4 Ukraine
  - 1 en Ukraine 2-0 Slovénie (matches de barrage)
- Qualification pour la Coupe du monde 2011
  - 1 en Ukraine 7–0 Bosnie-Herzégovine
  - 1 en Bosnie 0-5 Ukraine
- Qualification au Championnat d'Europe 2013
  - 2 en Estonie 1–4 Ukraine
  - 1 en Slovaquie 0-2 Ukraine
  - 1 en Biélorussie 0–5 Ukraine